# 조천진장
조천진장(朝天賑狀)은 대전광역시 유성구에 있는, 조선 인조 5년(1627)에 청음 김상헌(1570∼1652) 선생이 명나라 사신의 신분으로 베이핑(북평 또는 북경)을 왕래할 때 지은 기행시문이다. 1989년 3월 18일 대전광역시의 유형문화재 제15호로 지정되었다.

## 개요
조선 인조 5년(1627) 청음 김상헌(1570∼1652) 선생이 명나라 사신으로 북경을 왕래할 때 지은 기행시문이다. 김상헌은 청백리로서 좌의정을 지내고 병자호란 때 화친을 반대하다가 중국 심양에 불모로 잡혀가 6년간 옥고를 치른 절의가 높은 명현이다.
이 시문은 당시 서장관(書狀官)으로 동행했던 김지수에게 주어진 선생의 친필본으로, 김지수가 모아 책으로 만든 것이다. 시문 뒤에는 현지에서 명나라 학자와 필담을 나눈 종이와 김지수가 죽은 후 예조에서 시호를 '정민(貞敏)'으로 선정하여 내린 망첩지가 붙어 있다.
이것은 후에 『청음집』의 원본이 되기도 하였다.

## 같이 보기
- 김상헌
- 청음집

## 참고 자료
- 조천신장 - 국가유산청 국가유산포털